# Aglossestra deserticola
Aglossestra deserticola là một loài bướm đêm trong họ Noctuidae.